# Stausacker
Stausacker ist ein Kirchdorf an der Donau in Bayern, fünf Kilometer flussaufwärts von Kelheim am Eingang zum Donaudurchbruch, dem Kloster Weltenburg gegenüber gelegen. Seit dem 1. Januar 1976 ist es ein Gemeindeteil der Kreisstadt Kelheim.

## Geschichte
Die zur Pfarrei Weltenburg gehörende Kirche St. Andreas wurde 1429 das erste Mal urkundlich erwähnt. Die politische Gemeinde Stausacker wurde am 25. Juni 1818 gebildet und umfasste die folgenden Orte:
- Stausacker
- Nierand
- Traunthal (Klösterl)
- Wipfelsfurt

Im Zuge der Gebietsreform in Bayern wurde Stausacker am 1. Januar 1972 nach Kelheim eingemeindet.

## Sehenswürdigkeiten
- Kirche St. Andreas: Die Kirche St. Andreas  ist eine Saalkirche mit halbrundem Schluss und Kegeldach, in Satteldach übergehend, Giebelreiter mit Zwiebelabschluss. Sie wurde 1728 über mittelalterlicher Grundlage erbaut.
- Seilfähre zwischen Weltenburg und Stausacker